# 홍창수 (작가)
홍창수(洪彰秀, 1964년~)는 대한민국의 작가이자, 교수이다. 1998년에 극단 실험극장에서 첫 작품 《오봉산 불지르다》가 동아연극상 대상 후보에 오르면서 극작 활동을 시작했다. 이후 신인문학상을 수상 및 한국희곡작가협회 이사장을 역임하며 활동을 이어갔다.